# トラヴィス・バーカー
トラヴィス・バーカー（Travis Barker、1975年11月14日 - ）は、アメリカ合衆国カリフォルニア州フォンタナ出身のドラマー、音楽プロデューサー、ソングライターである。パンク・バンド、ブリンク 182のドラマーとしてだけでなく、多方面で活躍中。

## 人物
5歳の頃からドラムを始め、ジャズやファンクを聴いて育つ。
自動車ブランド（キャデラック）を好む熱狂的な車好きである。カスタムした車を数台所有している。
元ミスUSAのシャナ・モークラーと結婚したが、2006年8月8日に突如離婚を発表する。
生涯にわたって音楽をやり続けるという決意表明から、体中にタトゥーを彫っている。
カリフォルニアでクロージング・ブランド「Famous Stars and Straps」を設立した。
ブリンクの他に、ランシドのティム・アームストロングらとトランスプランツを結成し、活動していた。また、アヴリル・ラヴィーン、フロー・ライダー、ゲームなどのレコーディングに積極的に協力する一方、DJ AMとともにパーティやイベントに参加している。
ファッションは自身のブランドの衣類やディッキーズなどのワークウェアをオーバーサイズで腰パンし、シューズはVansなどを履いているのがよく見られる。
2021年より、長年友人関係にあったコートニー・カーダシアンと交際をはじめ、同年10月に婚約。
ドラムについては1日1時間は練習する時間が欲しいという。

## ヒップホップ界との交流
彼自身、ヒップホップやダンス・ミュージックに造詣が深く、ブリンク 182が活動休止を迎えた2005年以降は、主にその系統のアーティストに対し、リミックス提供やドラム部分の楽曲提供を行っていた。そのため、彼がドラマーとして参加した楽曲は非常に多く、その交流はヤング・ジージーやリル・ウェイン等の人気ラッパーを始め、ブリトニー・スピアーズを初めとするポップ・ミュージック業界まで多岐に渡る。また、それらの経験を生かし、2011年に発表したソロ・アルバムはヒップホップ色が非常に強く、全米ビルボード200にて初登場9位とするヒットを記録している。最近ではラッパーのマシン・ガン・ケリーとアルバム制作し、ポップパンク色の強いアルバム『チケッツ・トゥ・マイ・ダウンフォール』を2020年9月25日に発表した。全米チャート1位を獲得している。

## 飛行機事故、人生観の変化
2008年9月19日、トラヴィスのほか有名DJ「DJ AM」ら6人が搭乗していた小型飛行機が墜落。計4名が死亡し、トラヴィス自身も、足から腰までに第3級火傷を、そして両手に第2級以上の火傷を負う重体となった。当時、小型飛行機は12日の深夜に、サウスカロライナ州コロンビアのメトロポリタン空港を飛び立つ予定となっていたが、離陸に失敗し、飛行機は滑走路をそのまま飛び出しフェンスを乗り越え、その後、5車線のハイウェイを横切り、脇の土手にぶつかりようやく止まった。直後に飛行機は炎上し、操縦士、副操縦士、トラヴィスのアシスタント、トラヴィスのセキュリティガードの4人が死亡。生き残ったのは、トラヴィスとDJ AMの二人だけだった。この後、トラヴィスはインタビューにて「生きていることに感謝している」と話し、さらに「俺は飛行機が嫌いなんだ。一番恐れていたのが、飛行機事故に巻き込まれることだった。それが起きたいま、ただ生きていることに感謝している。この場にいるのを嬉しく思ってる」と付け加えた。
その後、トラヴィスは自身のアパレル・サイトで、亡くなった彼のアシスタントとセキュリティガードの遺族をサポートするため、追悼基金を設置し、寄付を呼びかけた。
DJ AMは、1年後に薬物の過剰摂取で死去した。
トラヴィスは生存者としての罪悪感とPTSDに悩まされた。また「急速に危険な方向に進んでいった」という。
その後は次第に「生きるチャンスをもらった」と考えるようになり「最大限に活用しない日は1日もありません」「嫌だと思う日も、感謝しない日もないんです」と話した。

## ディスコグラフィ

### ソロ・アルバム
| 発表年 | 概要                                                                                              | チャート最高位 | チャート最高位 | チャート最高位 | チャート最高位 | チャート最高位 |
| 発表年 | 概要                                                                                              | USA            | AUS            | CAN            | FRA            | UK             |
| ------ | ------------------------------------------------------------------------------------------------- | -------------- | -------------- | -------------- | -------------- | -------------- |
| 2011   | ギヴ・ザ・ドラマー・サム Give the Drummer Some - 2011年3月15日発売 - インタースコープよりリリース | 9              | 68             | 17             | 178            | 160            |

### ブリンク 182
- 『エニマ・オブ・アメリカ』 - Enema of the State (1999年、MCA)
- 『テイク・オフ・ユア・パンツ・アンド・ジャケット』 - Take Off Your Pants and Jacket (2001年、MCA)
- 『ブリンク-182』 - Blink-182 (2003年、Geffen)
- 『ネイバーフッズ』 - Neighborhoods (2011年、GDC)
- 『カリフォルニア』 - California (2016年、BMG)
- 『ナイン』 - Nine (2019年、Columbia)
- 『ワン・モア・タイム』 - One More Time... (2023年、Columbia)

### トランスプランツ
- 『トランスプランツ』 - Transplants (2002年、Hellcat)
- 『ホーンテッド・シティーズ』 - Haunted Cities (2005年、LaSalle/Atlantic)
- 『イン・ア・ウォーゾーン』 - In a Warzone (2013年、Epitaph)
- Take Cover (2017年) ※EP

### +44
- 『+44 (プラス・フォーティー・フォー)』 - When Your Heart Stops Beating (2006年、Interscope)

### ボックス・カー・レイサー
- 『ボックス・カー・レイサー』 - Box Car Racer (2002年、MCA)